# 卡特琳娜·賀辛格
卡特琳娜·賀辛格（德語：Katharina Holzinger，1957年—)，巴伐利亞州施塔恩貝格人，德國政治學家暨法學教授，任教於德國康斯坦茨大學（Universität Konstanz）政治學與行政學系國際政治與國際衝突教席。賀辛格自2020年12月起，擔任康斯坦茨大學校長。